# Злипання частинок

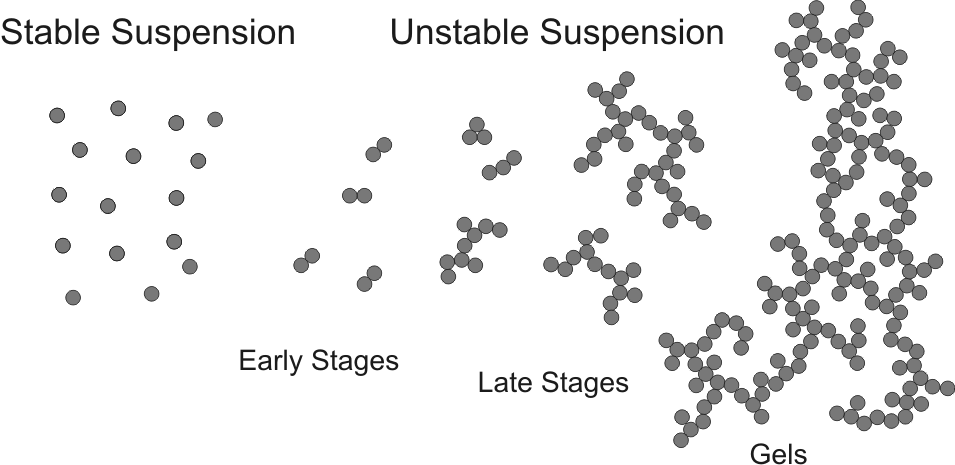
Схема агрегації частинок. Частинки розсіюються окремо в стабільній суспензії, в той час як вони агрегують в нестійкій суспензії. З ранніх до більш пізніх станів, агрегати ростуть в розмірах. При цьому можуть утворюватися, зокрема, гелі.

Злипання частинок (агрегація) у багатокомпонентний утвір — агрегат. Результат агрегатування. При агрегатуванні частинок у пелети процес називають пелетування. Злипання частинок також приводять до утворення гелю.